# Guido Acklin
Guido Acklin, född den 21 november 1969, är en schweizisk bobåkare.
Han tog OS-silver i herrarnas tvåmanna i samband med de olympiska bobtävlingarna 1994 i Lillehammer.